# Dekedaha Football Club
El Dekedaha Football Club, també anomenat Dekedda FC o Port Authority FC, és un club de futbol de Somàlia de la ciutat de Mogadiscio. El 2013 jugà amb el nom Ports FC. Vesteix de color blau cel.
Ha guanyat la lliga somali de futbol en cinc ocasions (1998, 2007, 2017, 2018 i 2019); la copa somali de futbol dos cops (2002 i 2004); i la supercopa somali de futbol (2018).